# Karel Macháček
Plk. v.v. MUDr. Karel Antonín Macháček (11. ledna 1916, Brandýs nad Labem – 4. července 2005, Canvey Island, Essex, Anglie) byl český vojenský lékař, plukovník ve výslužbě.
V roce 1939 emigroval do Anglie, kde v roce 1943 dokončil svá studia medicíny v Oxfordu. Později sloužil v Československé vojenské nemocnici v Anglii. Po druhé světové válce se vrátil zpět do Československa, emigroval však podruhé po roce 1948 a v Anglii strávil již celý zbytek života.
Za rok 2002 byl pasován na hodnost Rytíře českého lékařského stavu.

## Životopis
Narodil se 11. ledna 1916 v Brandýse nad Labem. Své mládí však prožil ve Vlkoši u Kyjova, kde byl jeho otec přednostou stanice. Po ukončení kyjovského gymnázia odchází do Brna studovat Lékařskou fakultu Masarykovy univerzity, angažuje se ve Svazu čs. studentstva a stává se jeho místopředsedou v Brně a předsedou Akademického spolku v Kyjově, také se aktivně účastní sokolských aktivit. Po nacistické okupaci a událostech 17. listopadu, kdy bylo v Praze popraveno devět studentských funkcionářů a obsazeny Kounicovy koleje, plánuje se svým kamarádem Janem Kudrnou riskantní útěk přes Slovensko, Balkán a Libanon do Francie, kde se formuje jednotka čs. dobrovolníků.
Odcházejí ještě před Vánocemi roku 1939 a po dlouhé pouti se oba dostali do Agde na jižním pobřeží Francie, kde československé jednotky podstupovaly výcvik a čekaly na povolání na frontové linie. Roku 1940 po bitvě o Francii byla velká část čs. dobrovolníků evakuována do Anglie, a tak se Karel Macháček dostal do tábora Cholmondeley Park v Cheshire. Setkává se zde mj. se starostou brněnských mediků Přemyslem Sonnkem.
Se souhlasem vojenského velení zakládají studenti Ústřední svaz československého studentstva v zahraniční armádě a letectvu, jehož založení se váže s datem 17. listopadu 1940. Karel A. Macháček se stává místopředsedou a v této funkci setrvá až do konce války. Výbor ve složení Paleček, Šulc, Adamec, Kavan a Macháček vydává prohlášení, které je uveřejněno v britském tisku a přečteno rozhlasovou stanicí BBC. "Víme, že náš boj je bojem za právo a spravedlnost a nebude svobodné Evropy bez svobodného Československa..." Od dalších studentů uprchlých z protektorátu se svět dozvídá o nacistických koncentračních táborech a dalších zvěrstvech páchaných na našem národu. Cílem výboru je dosáhnout toho, aby 17. listopad byl uznán jako Mezinárodní den studentstva. Na pomoc k tomuto uskutečnění se přidávají i britské studentské organizace. Výbor získává za pomoci naší vlády souhlas 14 představitelů spojených národů a na slavnostním ceremoniálu 16. listopad 1941 v londýnském sále v Caxton Hall za přítomnosti zástupců spojených vlád, univerzitních klubů a studentských organizací je slavnostně vyhlášen 17. listopad za Mezinárodní den studentstva.
Uznání 17. listopadu nebyl jediný úspěch. Karel A. Macháček byl iniciátorem jednání o dostudování našich mediků (bylo jich v té době v armádě asi 40 v posledních semestrech studia) na britských univerzitách. S pomocí Edvarda Beneše bylo přijato 43 našich mediků na britské univerzity k dokončení svých studií.
Po slavnostní promoci v Oxfordu 24. července 1943, kde naši vládu zastupoval ministr zahraničí Jan Masaryk, nastupuje Karel A. Macháček k letectvu.
Po válce se major MUDr. Macháček vrátil se svou manželkou Betty do Československa a setkal se v Brně se svojí rodinou. Žil v Praze a nadále sloužil v leteckém zdravotnictví. Po komunistickém puči v únoru 1948, kdy docházelo k perzekuci západních důstojníků, se Macháček rozhodl znovu emigrovat. Nejprve poslal letadlem do Anglie svoji manželku, která měla britské občanství, a svého dvouapůlročního syna Jima. Sám překročil hranici na Šumavě do americké západní zóny a v Německu čekal několik týdnů na víza do Anglie.
Po dvou letech práce v sheffieldské nemocnici se usadil jako praktický lékař na ostrově Canvey Island se dvěma českými kolegy: Mudr. Jiřím Lintnerem z Kunovic a Mudr. Přemyslem Sonnkem z Brna. Hned od počátku si získal u svých budoucích pacientů oblibu, když organizoval záchranné akce při povodni, která ohrožovala 17500 obyvatel ostrova v ústí řeky Temže.
V roce 1983 odešel do důchodu a začal psát svůj životopis, který vychází v roce 1988 pod názvem Escape to England.
V listopadu 1989 vstupuje do styku s revolučním výborem pražských studentů a píše do Studentských listů. V roce 1990 je pozván k projevu na Václavském náměstí při návštěvě amerického prezidenta George Bushe seniora. V roce 1994 mluví v pražském Karolinu k 55. výročí 17. listopadu, v roce 1996 pronáší projev jménem vojenských lékařů při 70. výročí založení Lékařské akademie v Hradci Králové. Je iniciátorem pamětní desky generála Sergěje Jana Ingra ve Vlkoši u Kyjova a stává se čestným občanem této obce, se kterou ho spojuje jeho dětství a léta školou povinná. Následuje čestné občanství města Kyjova, kde studoval na reálném gymnáziu.
Česká lékařská společnost ho v roce 2002 pasovala na Rytíře českého lékařského stavu v Míčovně Pražského hradu. Této pocty se dostává jednomu lékaři za rok. I přes svůj vysoký věk pracoval jako místopředseda Svazu letců svobodného Československa a ve výboru Československé obce legionářské a staral se o zdravotní problémy svých spolubojovníků. V roce 2003 se dočkal českého vydání své knihy Univerzitou Karlovou a v lednu 2004 jejího křtu na kyjovské radnici.
V roce 2009 mu byla odhalena pamětní deska ve Vlkoši na nádražní budově, kde bydlel až do odchodu do zahraničí v roce 1939. MUDr. Karel Antonín Macháček má svoji stálou expozici v Military muzeu generála Sergěje Jana Ingra ve Vlkoši. Vlkošská škola nese od roku 2016 název Základní škola a Mateřská škola MUDr. K. A. Macháčka.